# 宮島敬一
宮島 敬一（みやじま けいいち、1948年 - ）は日本の歴史学者。専門は日本中世史。東京都生まれ。1971年横浜国立大学教育学部卒業。1978年明治大学文学研究科日本史博士（史学）。佐賀大学経済学部教授、教養部教授を歴任。

## 著書
- 戦国大名から将軍権力へ(共著) - 吉川弘文館 2000年
- 戦国・織豊期の権力と社会(共著) - 吉川弘文館  1999年
- 大庭御厨の景観(共著) - 藤沢市教育委員会  1998年
- 佐賀県の歴史(共著) - 山川出版社  1998年
- 戦国期社会の形成と展開-浅井・六角氏と地域社会 - 吉川弘文館  1996年
- 宗教・民衆・伝統-社会の歴史的構造と変容-(共著) - 雄山閣出版  1995年
- 大名領国を歩く(共著) - 吉川弘文館  1993年
- 中世の村と流通(共著) - 吉川弘文館  1992年
- 日本村落史講座1 総論(共著) - 雄山閣出版  1992年
- 日本村落史講座4 政治1(共著) - 雄山閣出版  1991年
- 人物でたどる日本荘園史(共著) - 東京堂出版  1990年
- 古文書の語る日本史4 南北朝室町(共著) - 筑摩書房  1990年
- 中部大名の研究(共著) - 吉川弘文館  1983年